# Radinghem
Radinghem (flämisch: Radingem) ist eine Gemeinde mit 261 Einwohnern (Stand 1. Januar 2022) im französischen Département Pas-de-Calais in der Region Hauts-de-France (bis 2016 Nord-Pas-de-Calais). Sie gehört zum Kanton Fruges im Arrondissement Montreuil. Die Einwohner werden Radinghemois genannt.
Nachbargemeinden sind Audincthun im Norden, Mencas im Nordosten, Matringhem im Osten, Coupelle-Vieille im Südwesten, Fruges im Süden sowie Senlis im Südosten.

## Bevölkerungsentwicklung
| Jahr      | 1962 | 1968 | 1975 | 1982 | 1990 | 1999 | 2007 | 2014 |
| Einwohner | 193  | 166  | 151  | 149  | 197  | 221  | 285  | 287  |

## Sehenswürdigkeiten

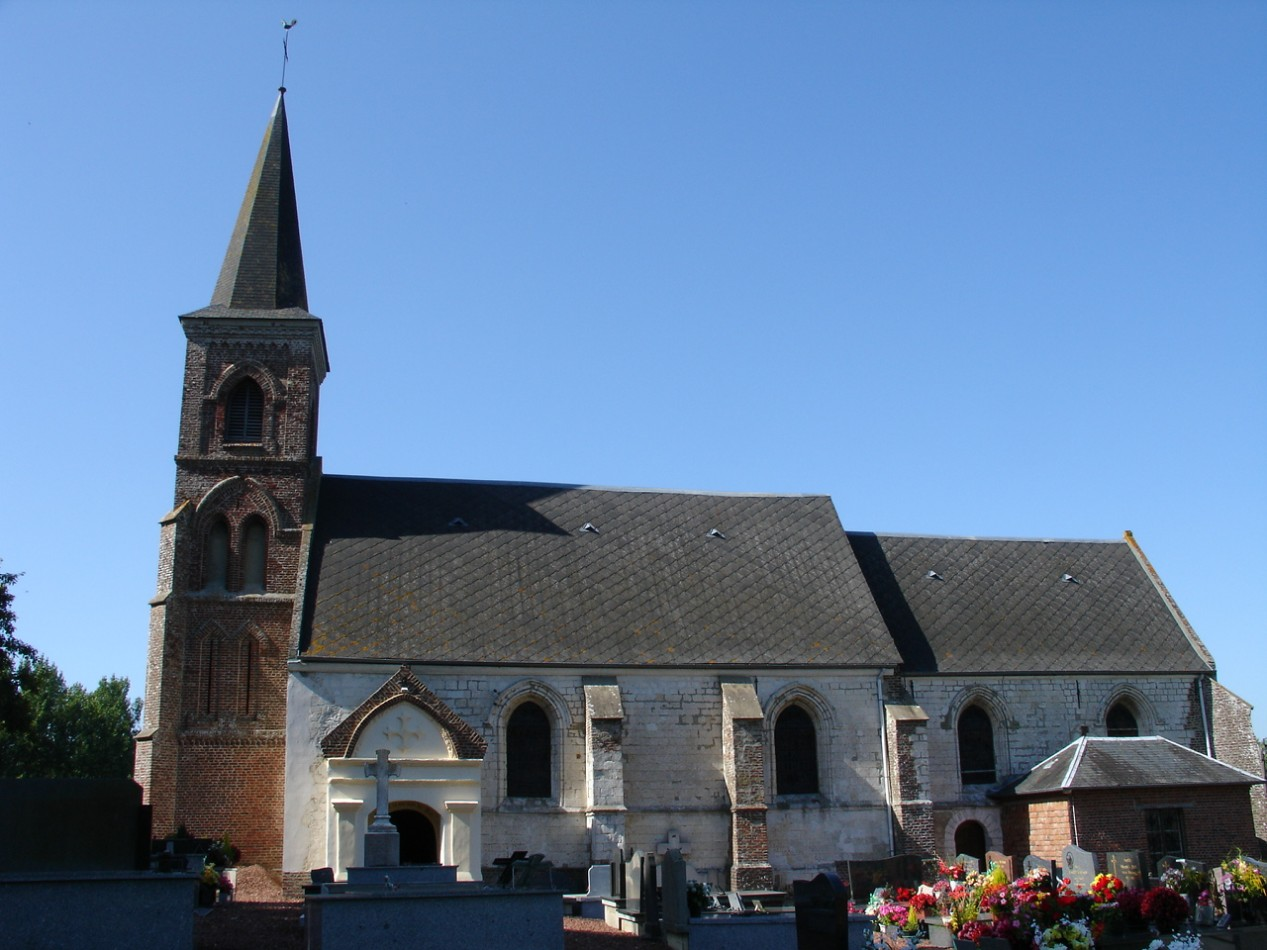
Kirche Saint-Martin
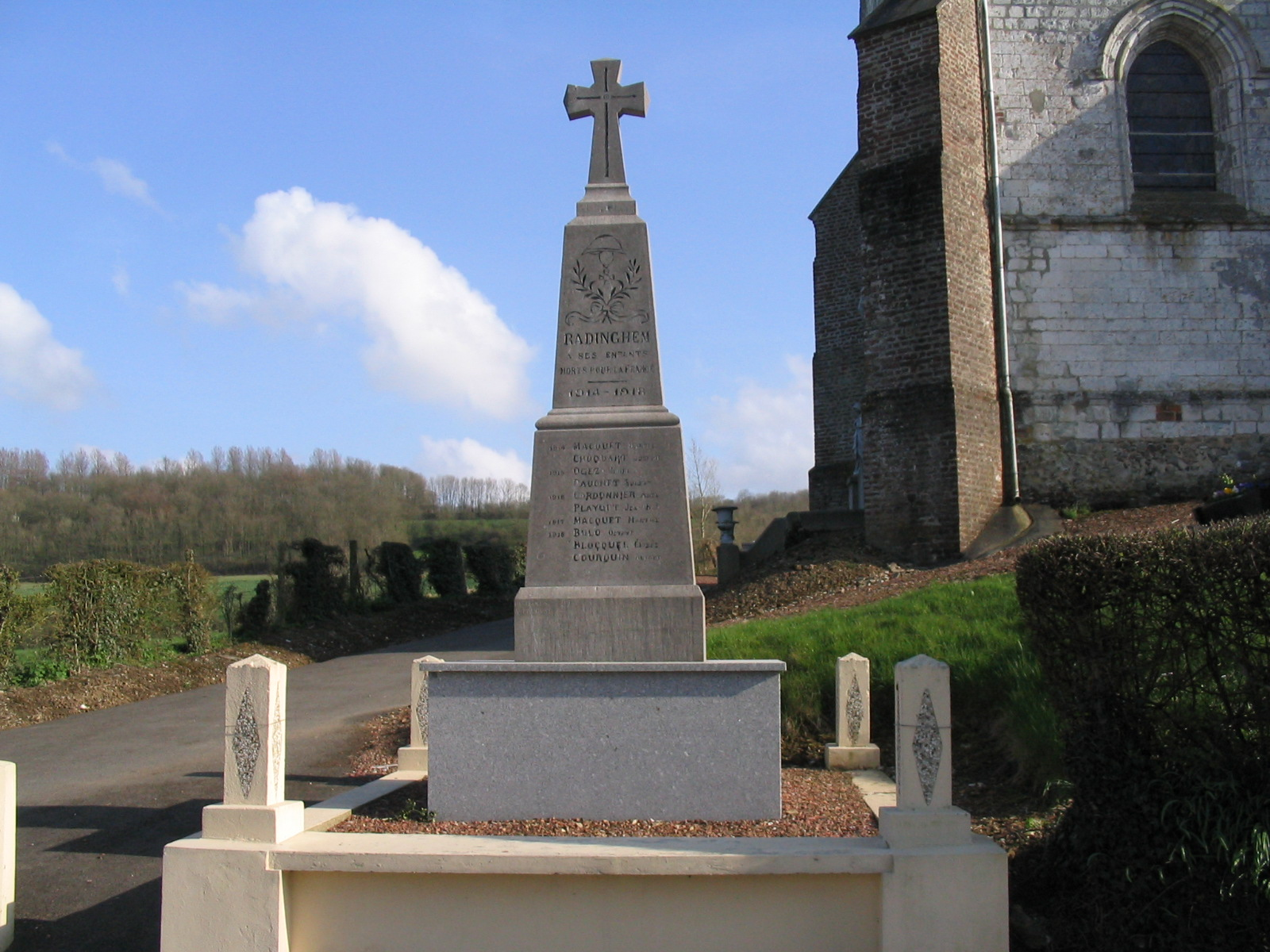
Kriegerdenkmal

- Kirche Saint-Martin
- Kriegerdenkmal